# Раєвська сільська рада (Давлекановський район)
Ра́євська сільська рада (рос. Раевский сельский совет) — муніципальне утворення у складі Давлекановського району Башкортостану, Росія. Адміністративний центр — присілок Раєво.

## Населення
Населення — 554 особи (2019, 648 в 2010, 682 в 2002).

## Склад
До складу поселення входять такі населені пункти:
| Населений пункт      | Населення, осіб (2002) | Населення, осіб (2010) |
| -------------------- | ---------------------- | ---------------------- |
| Аюханово, село       | 304                    | 286                    |
| Комінтерн, присілок  | 47                     | 36                     |
| Раєво, присілок      | 314                    | 314                    |
| Султановка, присілок | 17                     | 12                     |